# Antoine-Bernard Hanoteau
Antoine-Bernard Hanoteau (4 octobre 1750, Le Plessis-Placy - 23 novembre 1822, Meaux) est un homme politique français, député aux États généraux de 1789.

## Biographie
Fils de Charles-Denis Hanoteau et de Marie-Marguerite Gibert, il est maire du Plessis-Pacy.
Le 14 mars 1789, il est élu député du tiers aux États généraux par le bailliage de Crépy-en-Valois. Il n'eut dans l'assemblée qu'un rôle effacé.
Il devient par la suite administrateur du département de Seine-et-Marne et suppléant du juge de paix.

## Sources
- « Antoine-Bernard Hanoteau », dans Adolphe Robert et Gaston Cougny, Dictionnaire des parlementaires français, Edgar Bourloton, 1889-1891 [détail de l’édition]